# Чанчуньский политехнический университет
Чанчуньский политехнический университет (ЧПУ) — ведущий технический университет провинции Цзилинь, основан в 1958 году Китайской Академией наук. Поддерживается Правительством провинции Цзилинь и Правительством города Чанчунь. С 1958 по 2002 год назывался Чанчуньский институт оптики и точной механики.
В настоящее время в составе университета — 14 факультетов и колледжей. Реализуются программы подготовки и переподготовки специалистов, бакалавров, магистров и докторов философии (PhD).

## Университетский кампус
Кампус занимает территорию 769 тыс. м2.